# Esteban de la Fuente
Pour les articles homonymes, voir De la Fuente.
Esteban de la Fuente, né le 18 novembre 1968 à Buenos Aires, en Argentine, est un ancien joueur argentin de basket-ball. Il évolue au poste d'arrière.

## Palmarès
- Finaliste du Tournoi des Amériques 1995